# Un survivant de Varsovie

Un survivant de Varsovie (A Survivor from Warsaw, opus 46) est une œuvre pour récitant, chœur d'hommes et orchestre composée par Arnold Schönberg en 1947.

## Argument

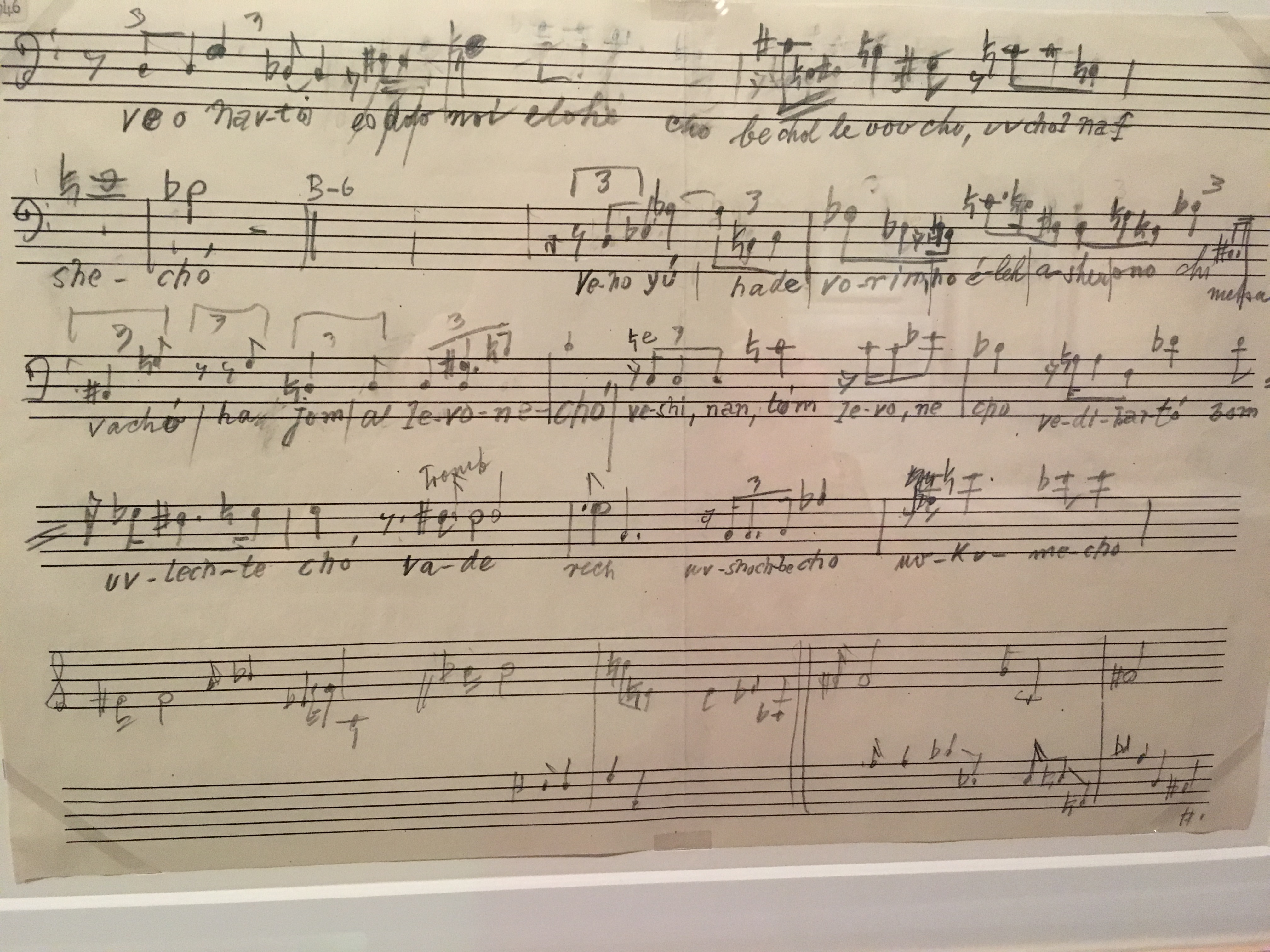
Quelques lignes du manuscrit de la partition dUn survivant à Varsovie correspondant au passage final Chema Israël (prononciation ashkénaze)

La narration prend en charge l'histoire d'un survivant du ghetto de Varsovie durant la Seconde Guerre mondiale, dans un camp de concentration. Le narrateur ne se rappelle pas comment il a abouti dans les égouts de Varsovie. Un jour, dans le camp, les autorités nazies appelèrent un groupe de Juifs. Le groupe tenta de se rassembler, mais il y eut une confusion, et les gardiens battirent les Juifs âgés et malades qui ne pouvaient pas suivre les autres assez vite. Ils furent laissés pour morts, et les gardiens demandèrent de refaire le compte, pour savoir combien seraient déportés vers les chambres à gaz. Les gardiens demandent un décompte de plus en plus rapide, et l'œuvre culmine alors que les Juifs commencent à chanter la prière Chema Israël. Dans l'œuvre de Schönberg, le credo s'achève sur le Deutéronome 6, 7 « quand tu te coucheras et quand tu te lèveras ».

## Genèse
Schönberg était professeur à l'Académie de Berlin lorsque les lois antisémites passèrent en 1933. Il émigra aux États-Unis où il prit la nationalité américaine.
La musique juive et l'Ancien Testament lui inspirent dès en 1917 l'oratorio Die Jacobsleiter (l'Échelle de Jacob), puis en 1927 la musique de scène Der biblische Weg. Il travaille en 1930 sur son opéra Moses und Aaron, et en 1938 compose un Kol Nidre. Dans son Ode to Napoleon Buonaparte (Op. 41) (1942), il fait allusion à la tyrannie de Adolf Hitler.
L'origine de Un survivant de Varsovie est une suggestion faite à Schönberg par la danseuse émigrée Corinne Chochem de rendre hommage par une œuvre d'art aux victimes juives du troisième Reich allemand. La collaboration avec Corinne Chochem ne se fit pas, mais le compositeur autrichien développa le projet de son côté. Il reçut alors une lettre de la Fondation musicale Koussevitzsky qui lui passait commande d'une œuvre. Il décida de répondre à cette commande par cet hommage. Il composa Un survivant de Varsovie du 11 au 23 août 1947. Un de ses amis, René Leibowitz, l'aida à compléter la partition.
Il était sous-entendu que Serge Koussevitzky et l'orchestre symphonique de Boston donneraient la première de l'œuvre, mais Kurt Frederick, chef de l'orchestre symphonique civique d'Albuquerque, ayant eu vent du projet, demanda à Schönberg s'il pouvait créer l'œuvre. Le compositeur accepta. La première eut lieu le 4 novembre 1948 à l'université du Nouveau-Mexique à Albuquerque.

## Structure
L'œuvre est en 3 langues différentes. Le narrateur parle anglais, les autorités nazies, allemand, et les Juifs, hébreu.

## Hommage à l'œuvre et à son auteur
Dans son recueil d'essais Une rencontre, Milan Kundera évoque Un Survivant de Varsovie (VIII. Oubli de Schönberg)
en ces termes : Un jour, débattant de ce sujet, j'ai demandé à un ami : « …et est-ce que tu connais Un survivant de Varsovie ? - Un survivant ? Lequel ? » Il ne savait pas de quoi je parlais. Pourtant, Un survivant de Varsovie (Ein Überlebender aus Warschau), oratorio d'Arnold Schönberg, est le plus grand monument que la musique ait dédié à l'Holocauste. Toute l'essence existentielle du drame des Juifs du XXe siècle y est gardée vivante. Dans toute son affreuse grandeur, son horrible beauté. On se bat pour qu'on n'oublie pas des assassins. Et Schönberg, on l'a oublié.

## Discographie
- Sherrill Milnes et l'orchestre symphonique de Boston dirigé par Erich Leinsdorf, RCA Victor.
- Simon Callow et l'orchestre symphonique de Londres dirigé par Robert Craft, Koch international.
- Günther Reich, l'orchestre symphonique de la BBC et les chœurs de la BBC dirigés par Pierre Boulez, Sony Music Entertainment.
- Gottfried Hornik et l'orchestre philharmonique de Vienne dirigé par Claudio Abbado, DGG.
- John Tomlinson et la Staatskapelle de Dresde dirigé par Giuseppe Sinopoli, Teldec.
- Roland Hermann et l'orchestre symphonique de la radio de Sarrebruck dirigé par Hans Zender.

## Sources
- Schalom Ben-Chorin: Ich lege meine Hand auf meinen Mund - Meditation zu Johannes Brahms „Ein deutsches Requiem“ und Arnold Schönberg „Ein Überlebender aus Warschau“, Zürich, 1992,  (ISBN 3-290-10876-7)
- Beat Follmi: Eine narratologische Analyse von Arnold Schönbergs Kantate A survivor from Warsaw, op. 46. In: Archiv für Musikwissenschaft. Band 55, 1998, Seite 28-56
- Wilfried Gruhn: Zitat und Reihe in Schönbergs „Ein Überlebender aus Warschau“. In: Zeitschrift für Musiktheorie. 1974.
- Ludmilla Leibman: Teaching the Holocaust through music. Ann Arbor 1999
- Christian Meyer: Arnold Schönberg und sein Gott - Bericht zum Symposium, 26. - 29. Juni 2002, Universität für Musik und Darstellende Kunst, Wien 2003,  (ISBN 3-902012-05-6)
- Christian Schmidt: Schönbergs Kantate ein Überlebender aus Warschau, op. 46. In: Archiv für Musikwissenschaft. Band 33, 1976
- Michael Strasser, A Survivor from Warsaw as Personal Parable (February 1995). Music & Letters, 76 (1): pp. 52-63.
- Hans Heinz Stuckenschmidt : Arnold Schönberg, Fayard, Paris 1993,  (ISBN 2-213-02796-X)
- Gerd Zacher: Randbemerkungen über das Zählen in Schönbergs «Ein Überlebender aus Warschau». In: Arnold Schönberg, München, Edition Text und Kritik, 1980, Seite 146-150, (Musik-Konzepte, Sonderband)